# Petit-Failly
Pour les articles homonymes, voir Grand-Failly et Failly.
Petit-Failly est une commune française située dans le département de Meurthe-et-Moselle en région Grand Est.

## Géographie
| Saint-Jean-lès-Longuyon |                 |              |
| Marville (Meuse)        | Petit-Failly    | Colmey       |
|                         | Rupt-sur-Othain | Grand-Failly |

### Hydrographie

#### Réseau hydrographique
La commune est dans le bassin versant de la Meuse au sein du bassin Rhin-Meuse. Elle est drainée par le ruisseau de Talpieux et l'Othain,.

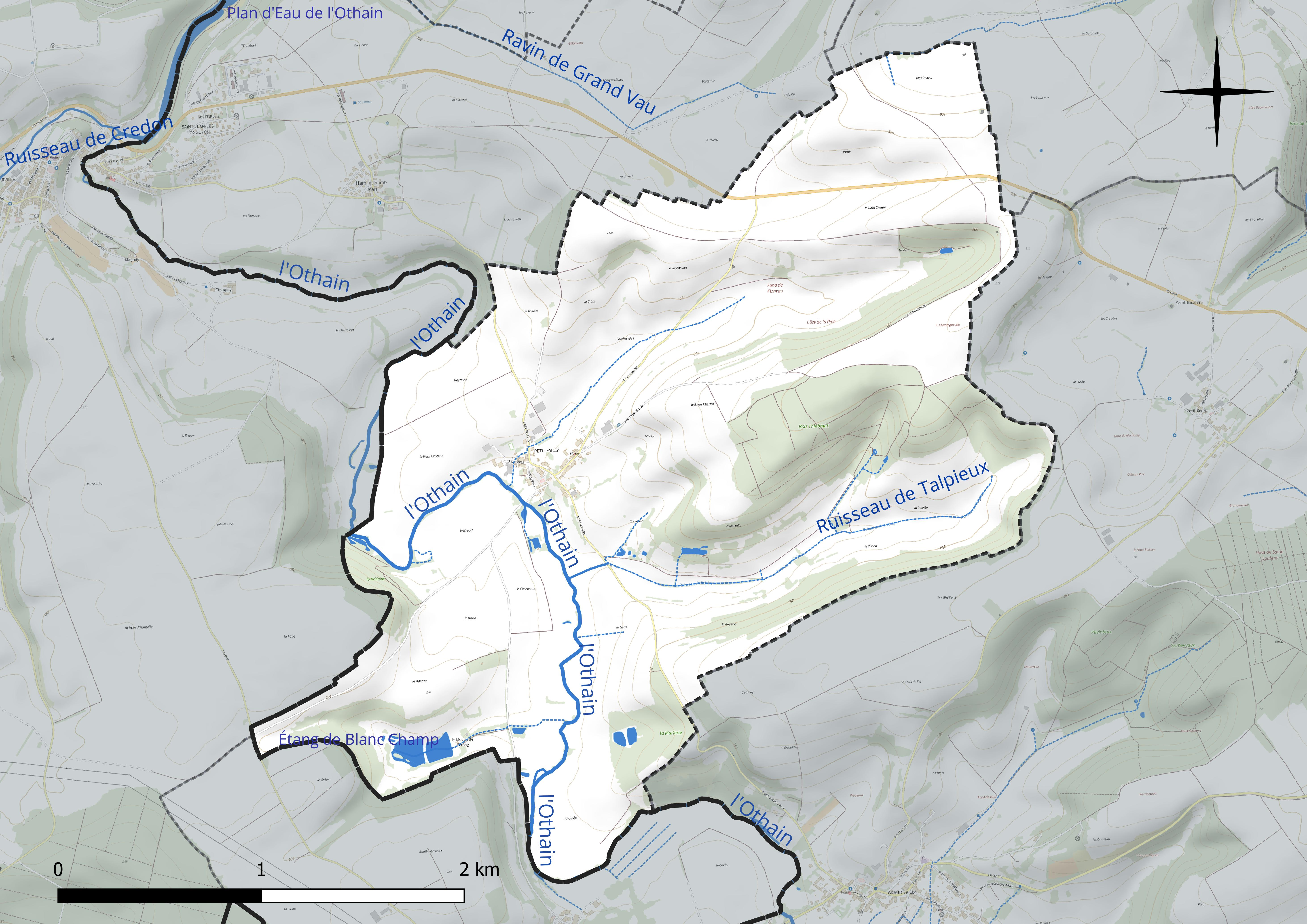
Réseau hydrographique de Petit-Failly.

Un plan d'eau complète le réseau hydrographique : l'étang de Blanc Champ (1,3 ha),.

#### Gestion et qualité des eaux
Le territoire communal est couvert par le schéma d'aménagement et de gestion des eaux (SAGE) « Bassin ferrifère ». Ce document de planification concerne le périmètre des anciennes galeries des mines de fer, des aquifères et des bassins versants hydrographiques associés qui s’étend sur 2 418 km2. Les bassins versants concernés sont celui de la Chiers en amont de la confluence avec l'Othain, et ses affluents (la Crusnes, la Pienne, l'Othain), celui de l'Orne et ses affluents et celui de la Fensch, le Veymerange, la Kiesel et les parties françaises du bassin versant de l'Alzette et de ses affluents (Kaylbach, ruisseau de Volmerange). Il a été approuvé le 27 mars 2015. La structure porteuse de l'élaboration et de la mise en œuvre est la région Grand Est. 
La qualité des cours d’eau peut être consultée sur un site dédié géré par les agences de l’eau et l’Agence française pour la biodiversité. 

### Climat
Pour des articles plus généraux, voir Climat du Grand Est et Climat de Meurthe-et-Moselle.
En 2010, le climat de la commune est de type climat de montagne, selon une étude du Centre national de la recherche scientifique s'appuyant sur une série de données couvrant la période 1971-2000. En 2020, Météo-France publie une typologie des climats de la France métropolitaine dans laquelle la commune est dans une zone de transition entre le climat océanique altéré et le climat océanique altéré et est dans la région climatique  Lorraine, plateau de Langres, Morvan, caractérisée par un hiver rude (1,5 °C), des vents modérés et des brouillards fréquents en automne et hiver. 
Pour la période 1971-2000, la température annuelle moyenne est de 9,3 °C, avec une amplitude thermique annuelle de 15,9 °C. Le cumul annuel moyen de précipitations est de 945 mm, avec 14,2 jours de précipitations en janvier et 9,6 jours en juillet. Pour la période 1991-2020, la température moyenne annuelle observée sur la station météorologique de Météo-France la plus proche, « Villette », sur la commune de Villette à 6 km à vol d'oiseau, est de 10,1 °C et le cumul annuel moyen de précipitations est de 909,4 mm. 
La température maximale relevée sur cette station est de 39 °C, atteinte le 25 juillet 2019 ; la température minimale est de −14,8 °C, atteinte le 20 décembre 2009,,. 
Les paramètres climatiques de la commune ont été estimés pour le milieu du siècle (2041-2070) selon différents scénarios d'émission de gaz à effet de serre à partir des nouvelles projections climatiques de référence DRIAS-2020. Ils sont consultables sur un site dédié publié par Météo-France en novembre 2022.

## Urbanisme

### Typologie
Au 1er janvier 2024, Petit-Failly est catégorisée commune rurale à habitat dispersé, selon la nouvelle grille communale de densité à sept niveaux définie par l'Insee en 2022.
Elle est située hors unité urbaine et hors attraction des villes,.

### Occupation des sols
L'occupation des sols de la commune, telle qu'elle ressort de la base de données européenne d’occupation biophysique des sols Corine Land Cover (CLC), est marquée par l'importance des territoires agricoles (85,6 % en 2018), en diminution par rapport à 1990 (86,7 %). La répartition détaillée en 2018 est la suivante : terres arables (55,4 %), prairies (25 %), forêts (14,4 %), zones agricoles hétérogènes (5,2 %). L'évolution de l’occupation des sols de la commune et de ses infrastructures peut être observée sur les différentes représentations cartographiques du territoire : la carte de Cassini (XVIIIe siècle), la carte d'état-major (1820-1866) et les cartes ou photos aériennes de l'IGN pour la période actuelle (1950 à aujourd'hui).

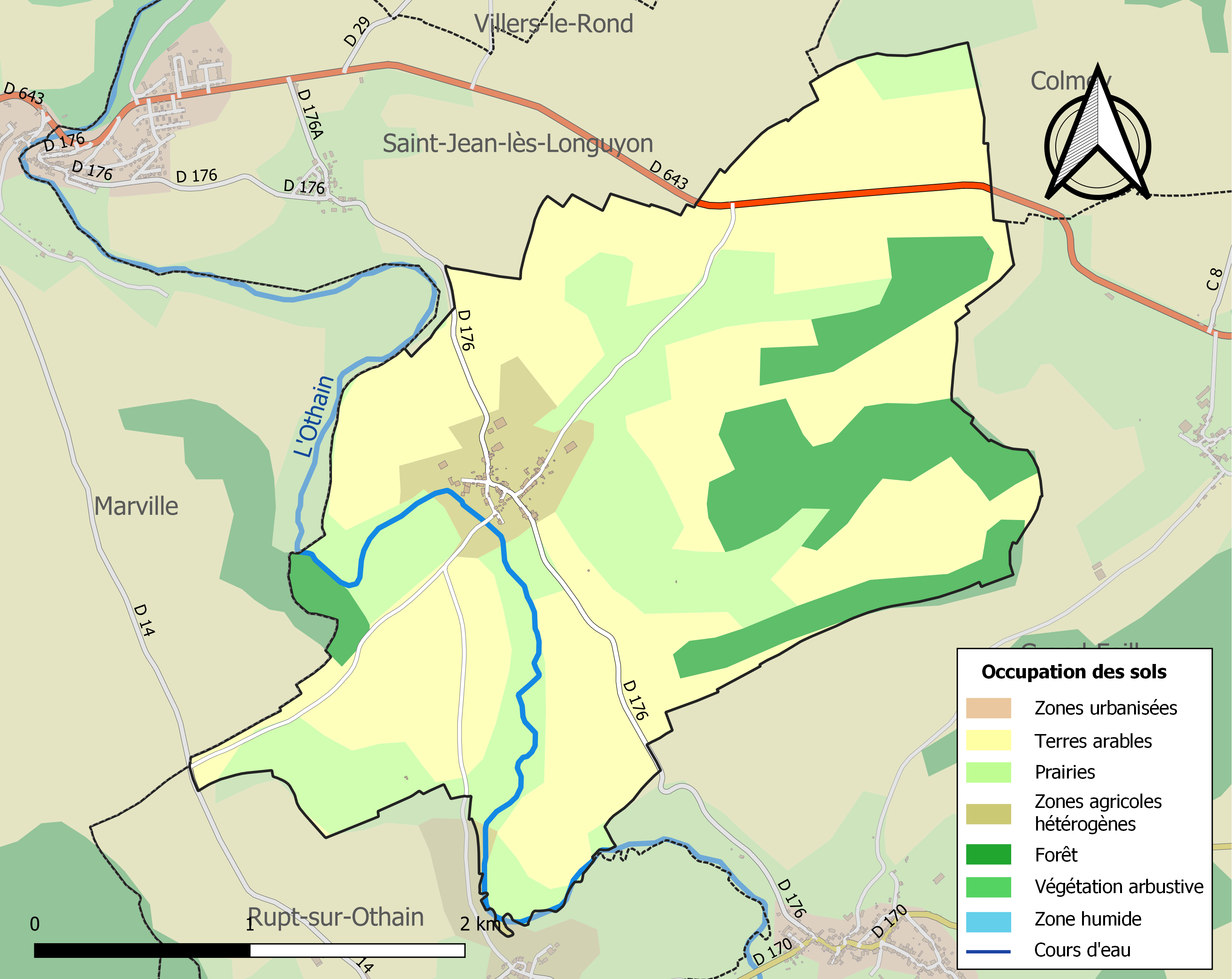
Carte des infrastructures et de l'occupation des sols de la commune en 2018 (CLC).

## Toponymie
Le nom de la localité est attesté sous les formes Villa Fatiliago (634) ; Le petit Fally (1584) ; Parvum Faillei (XVIIe siècle) ; Failly soub la chastellenie de Longvuy (1674).

## Histoire
Village de l'ancienne province du Barrois, rattaché au bailliage de Longuyon.

## Politique et administration
| Période                                  | Période      | Identité                | Étiquette | Qualité                               |
| ---------------------------------------- | ------------ | ----------------------- | --------- | ------------------------------------- |
| Les données manquantes sont à compléter. |              |                         |           |                                       |
| mars 2001                                | mars 2008    | Robert Gerard           |           |                                       |
| mars 2008                                | 2014         | Thérèse Hautecouverture | DVD       |                                       |
| avril 2014                               | juillet 2020 | Séverine Huet           |           | Profession rattachée à l'enseignement |
| juillet 2020                             | En cours     | Eddy Jirkovsky,         |           | Commerçant                            |

## Population et société

### Démographie
L'évolution du nombre d'habitants est connue à travers les recensements de la population effectués dans la commune depuis 1793. Pour les communes de moins de 10 000 habitants, une enquête de recensement portant sur toute la population est réalisée tous les cinq ans, les populations de référence des années intermédiaires étant quant à elles estimées par interpolation ou extrapolation. Pour la commune, le premier recensement exhaustif entrant dans le cadre du nouveau dispositif a été réalisé en 2007.

En 2022, la commune comptait 94 habitants, en évolution de +9,3 % par rapport à 2016 (Meurthe-et-Moselle : −0,13 %, France hors Mayotte : +2,11 %).
| 1793 | 1800 | 1806 | 1821 | 1836 | 1841 | 1861 | 1866 | 1872 |
| ---- | ---- | ---- | ---- | ---- | ---- | ---- | ---- | ---- |
| 273  | 319  | 314  | 516  | 617  | 316  | 329  | 314  | 300  |

| 1876 | 1881 | 1886 | 1891 | 1896 | 1901 | 1906 | 1911 | 1921 |
| ---- | ---- | ---- | ---- | ---- | ---- | ---- | ---- | ---- |
| 302  | 272  | 253  | 241  | 218  | 203  | 197  | 168  | 116  |

| 1926 | 1931 | 1936 | 1946 | 1954 | 1962 | 1968 | 1975 | 1982 |
| ---- | ---- | ---- | ---- | ---- | ---- | ---- | ---- | ---- |
| 120  | 106  | 121  | 108  | 102  | 89   | 70   | 71   | 63   |

| 1990 | 1999 | 2006 | 2007 | 2012 | 2017 | 2022 | - | - |
| ---- | ---- | ---- | ---- | ---- | ---- | ---- | - | - |
| 64   | 76   | 78   | 78   | 87   | 86   | 94   | - | - |

## Culture locale et patrimoine

### Lieux et monuments

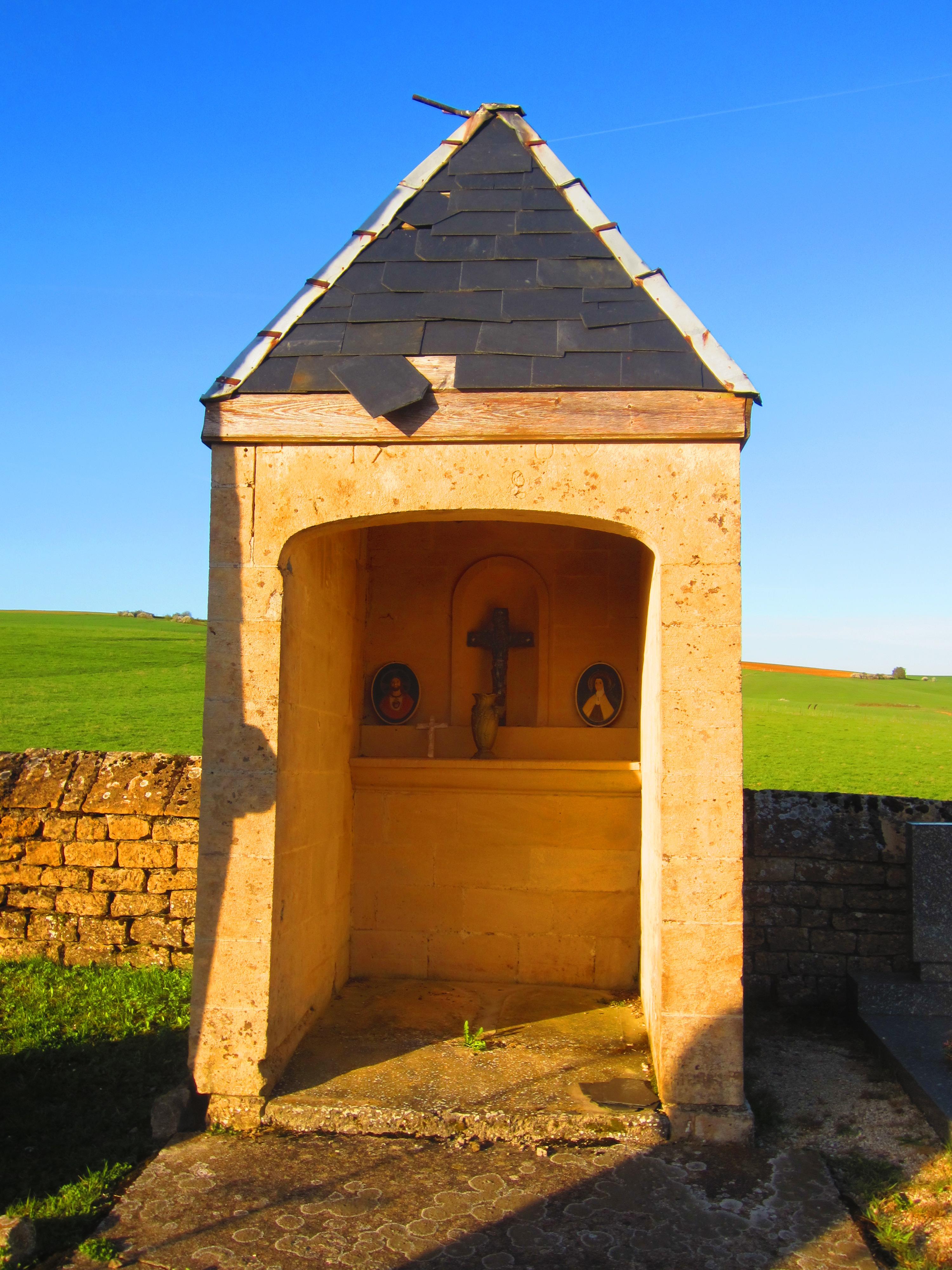
Chapelle-oratoire au cimetière.

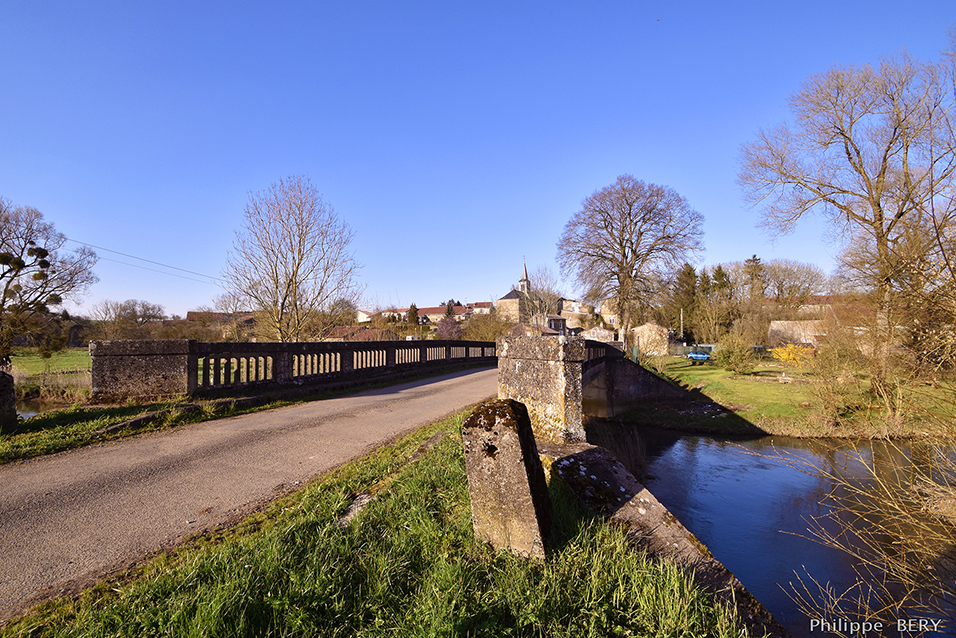
Vue de Petit-Failly.

- Vue de Petit-Failly.Le site de la villa gallo-romaine, sans doute l'ancienne Fatiliago, est à mi-distance des villages actuels de Petit-Failly et Grand-Failly.
- Vestiges de villa gallo-romaine au lieu-dit la Marlerie, fouillée en 1966-1967, objets provenant du site exposés dans le musée du Grand-Failly.
- Nécropole mérovingienne.
- Château d'Egremont du XVIe siècle dont il subsiste la partie gauche de l'élévation principale et l'élévation latérale gauche. Agrandi en 1737 pour Jean-Baptiste de Failly, en même temps que la partie gauche est repercée et que le colombier est construit. Parties agricoles construites 1re moitié du XIXe siècle, (avant 1833, date du cadastre). Logis amputé à droite après 1833.
- Château fort de Failly. Propriété de la puissante famille de Failly, le château bas ou château de Failly, construit dans la partie basse du village, est mentionné dès 1331 ; construit au XIVe ou XVe siècle, il a été rétabli après le saccage de 1559 ; partiellement repercé et remanié au XVIIIe siècle.
- Église paroissiale romane Saint-Rémy dont il subsiste la partie inférieure de la façade sud de la nef avec l'ancien portail muré. Église reconstruite au XVe siècle. Chœur et transept revoûtés de 1622 à 1625 (dates portées par les clefs de voûte) en même temps que la nef est repercée et le portail occidental établi. Restaurée de 1856 à 1858. Campanile restauré en 1906. Armoiries
- Sur le mur en face de maison est visible plaque en pierre avec les inscriptions suivantes :  Marie-Anne de Reumont Baronne de Failly[23] née en 1719, décédée en 1790, mariée en 1742 à Antoine Jean-Baptiste de Failly, Baron de Failly enseigne dans les Gardes du corps des Ducs de Lorraine, Chevalier de l'ordre royal et militaire de Saint Louis.
- Chapelle-oratoire au cimetière.
- À la sortie de la commune, existe une borne milliaire qui délimitait une voie romaine. Cette borne milliaire se trouvait sur le passage d'une voie secondaire romaine reliant Senon à Marville et à Montmédy.

### Personnalités liées à la commune
- François Haussaire (1851-1924), peintre et vitrailliste né à Petit-Failly.

### Héraldique
| Blason de Petit-Failly | Blason  | D'argent à la pousse arrachée de trois feuilles de gueules accompagnée de deux merlettes affrontées de sable. |
| Blason de Petit-Failly | Détails | Ce sont les armes d'une maison de l'ancienne chevalerie du Barrois. Cette famille originaire de Petit Failly a une généalogie complexe. Plusieurs blasons voisins de celui-ci correspondent aux différentes branches de la famille. Le statut officiel du blason reste à déterminer. |